# Xorides crassitibialis
Xorides crassitibialis là một loài tò vò trong họ Ichneumonidae.